# Bellator 24
 Bellator XXIV  foi um evento de MMA organizado pelo Bellator Fighting Championships ocorrido dia 12 de agosto de 2010 no Seminole Hard Rock Hotel & Casino em Hollywood, Florida.  O card marcou o começo da Terceira Temporada do Bellator e as Quartas de Final do  Torneio Feminino de 115 lbs do Bellator e também do Torneio de Pesos Pesados do Bellator.

## Background
As lutas de Nico Parella vs. Efrain Ruiz e Frank Carrillo vs. Moyses Gabin, foram retiradas do card. Parella lesionou a virilha e Gabin sofreu uma fratura no pé, o que obrigou ambos a sair do card. 

## Chaves do Torneios

### Feminino (115 lbs)
|  | Quartas de final     | Quartas de final | Quartas de final |               |                | Semifinal       | Semifinal | Semifinal |  |  | Final | Final | Final |  |
|  |                      |                  |                  |               |                |                 |           |           |  |  |       |       |       |  |
|  | Japão                | Megumi Fujii     | FIN              |               |                |                 |           |           |  |  |       |       |       |  |
|  | Japão                | Megumi Fujii     | FIN              |               |                |                 |           |           |  |  |       |       |       |  |
|  | Estados Unidos       | Carla Esparza    | 2                |               |                |                 |           |           |  |  |       |       |       |  |
|  | Estados Unidos       | Carla Esparza    | 2                |               | Japão          | Megumi Fujii    | FIN       |           |  |  |       |       |       |  |
|  |                      |                  |                  |               | Japão          | Megumi Fujii    | FIN       |           |  |  |       |       |       |  |
|  |                      |                  | Estados Unidos   | Lisa Ward     | 1              |                 |           |           |  |  |       |       |       |  |
|  | Estados Unidos       | Lisa Ward        | Estados Unidos   | Lisa Ward     | 1              | DEC             |           |           |  |  |       |       |       |  |
|  | Estados Unidos       | Lisa Ward        |                  |               |                |                 |           |           |  |  |       |       |       |  |
|  | República da Irlanda | Aisling Daly     | 3                |               |                |                 |           |           |  |  |       |       |       |  |
|  | República da Irlanda | Aisling Daly     | 3                |               | Japão          | Megumi Fujii    | DEC       |           |  |  |       |       |       |  |
|  |                      |                  |                  |               |                |                 |           |           |  |  |       |       |       |  |
|  |                      |                  | Estados Unidos   | Zoila Frausto | 5              |                 |           |           |  |  |       |       |       |  |
|  | Estados Unidos       | Jessica Aguilar  | Estados Unidos   | Zoila Frausto | 5              | FIN             |           |           |  |  |       |       |       |  |
|  | Estados Unidos       | Jessica Aguilar  |                  |               |                |                 |           |           |  |  |       |       |       |  |
|  | Estados Unidos       | Lynn Alvarez     | 1                |               |                |                 |           |           |  |  |       |       |       |  |
|  | Estados Unidos       | Lynn Alvarez     | 1                |               | Estados Unidos | Jessica Aguilar | DEC       |           |  |  |       |       |       |  |
|  |                      |                  |                  |               | Estados Unidos | Jessica Aguilar | DEC       |           |  |  |       |       |       |  |
|  |                      |                  | Estados Unidos   | Zoila Frausto | 3              |                 |           |           |  |  |       |       |       |  |
|  | Estados Unidos       | Jessica Penne    | Estados Unidos   | Zoila Frausto | 3              | DEC             |           |           |  |  |       |       |       |  |
|  | Estados Unidos       | Jessica Penne    |                  |               |                |                 |           |           |  |  |       |       |       |  |
|  | Estados Unidos       | Zoila Frausto    | 3                |               |                |                 |           |           |  |  |       |       |       |  |

* Carla Esparza substituiu Angela Magana após Magana se retirar devido a uma lesão no pé.

### Peso Pesado
|  | Quartas de final | Quartas de final | Quartas de final |                  |                | Semifinal   | Semifinal | Semifinal |  |  | Final | Final | Final |  |
|  |                  |                  |                  |                  |                |             |           |           |  |  |       |       |       |  |
|  | Inglaterra       | Neil Grove       | TKO              |                  |                |             |           |           |  |  |       |       |       |  |
|  | Inglaterra       | Neil Grove       | TKO              |                  |                |             |           |           |  |  |       |       |       |  |
|  | Estados Unidos   | Eddie Sanchez    | 1                |                  |                |             |           |           |  |  |       |       |       |  |
|  | Estados Unidos   | Eddie Sanchez    | 1                |                  | Inglaterra     | Neil Grove  | TKO       |           |  |  |       |       |       |  |
|  |                  |                  |                  |                  | Inglaterra     | Neil Grove  | TKO       |           |  |  |       |       |       |  |
|  |                  |                  | Rússia           | Alexey Oleinik   | 1              |             |           |           |  |  |       |       |       |  |
|  | Estados Unidos   | Mike Hayes       | Rússia           | Alexey Oleinik   | 1              | DEC         |           |           |  |  |       |       |       |  |
|  | Estados Unidos   | Mike Hayes       |                  |                  |                |             |           |           |  |  |       |       |       |  |
|  | Rússia           | Alexey Oleinik   | 3                |                  |                |             |           |           |  |  |       |       |       |  |
|  | Rússia           | Alexey Oleinik   | 3                |                  | Inglaterra     | Neil Grove  | FIN       |           |  |  |       |       |       |  |
|  |                  |                  |                  |                  |                |             |           |           |  |  |       |       |       |  |
|  |                  |                  | Estados Unidos   | Cole Konrad      | 1              |             |           |           |  |  |       |       |       |  |
|  | Estados Unidos   | Cole Konrad      | Estados Unidos   | Cole Konrad      | 1              | DEC         |           |           |  |  |       |       |       |  |
|  | Estados Unidos   | Cole Konrad      |                  |                  |                |             |           |           |  |  |       |       |       |  |
|  | Espanha          | Rogent Lloret    | 3                |                  |                |             |           |           |  |  |       |       |       |  |
|  | Espanha          | Rogent Lloret    | 3                |                  | Estados Unidos | Cole Konrad | DEC       |           |  |  |       |       |       |  |
|  |                  |                  |                  |                  | Estados Unidos | Cole Konrad | DEC       |           |  |  |       |       |       |  |
|  |                  |                  | Polónia          | Damian Grabowski | 3              |             |           |           |  |  |       |       |       |  |
|  | Polónia          | Damian Grabowski | Polónia          | Damian Grabowski | 3              | DEC         |           |           |  |  |       |       |       |  |
|  | Polónia          | Damian Grabowski |                  |                  |                |             |           |           |  |  |       |       |       |  |
|  | Estados Unidos   | Scott Barrett    | 3                |                  |                |             |           |           |  |  |       |       |       |  |